# Alcides Píccoli
Alcides Victorio Piccoli (Santa Fe, Argentina, 16 de febrero de 1978) es un exfutbolista argentino que jugó de defensa. Su último club fue el Andino S. C. del Torneo Federal B de Argentina.

## Clubes
| Club                              | Torneo             | País      | Año     |
| --------------------------------- | ------------------ | --------- | ------- |
| C. A. Colón                       | Primera División   | Argentina | 1996-08 |
| Cerro Porteño                     | Primera División   | Paraguay  | 2008-09 |
| C. A. Gimnasia y Esgrima (Jujuy)  | B Nacional         | Argentina | 2009-11 |
| Juan Aurich S. A.                 | Primera División   | Perú      | 2010-11 |
| Tiro Federal y Deportivo Morteros | Torneo Argentino B | Argentina | 2011    |
| Andino S. C.                      | Torneo Argentino B | Argentina | 2012    |
| C. A. Alba Argentina              | Liga Sanlorencina  | Argentina | 2017    |

## Palmarés
| Título          | Club          | País     | Año  |
| --------------- | ------------- | -------- | ---- |
| Torneo Apertura | Cerro Porteño | Paraguay | 2009 |